# Ceratitis argenteobrunnea
Ceratitis argenteobrunnea är en tvåvingeart som beskrevs av Munro 1935. Ceratitis argenteobrunnea ingår i släktet Ceratitis och familjen borrflugor.
Artens utbredningsområde är Uganda. Inga underarter finns listade i Catalogue of Life.